# Sitio de Venlo (1637)
El sitio de Venlo fue un asedio importante en la Guerra de los Ochenta Años que duró del 20 al 25 de agosto de 1637. El cardenal infante  Fernando de Austria, gobernador de los Países Bajos españoles, volvió a tomar la ciudad de Venlo de las Provincias Unidas, que había tomado control de ella en 1632 durante la ofensiva de Frederick Henry, Príncipe de Orange contra Maastricht. La captura de Venlo y Roermond, que fue entregada al Cardenal Infante una semana más tarde, separó la ciudad de Maastricht de la República Holandesa, evitando así nuevos ataques a los Países Bajos españoles desde el este. En el frente sur, Fernando de Austria perdió las ciudades de La Capelle, Landrecies y Damvillers a manos de los franceses, pero luego les obligó a retirarse al sur de Maubeuge.

## Antecedentes
Después de la recuperación de la fortaleza holandesa de Schenk en abril de 1636, España adoptó una estrategia defensiva en el frente de guerra holandés entre las  Provincias Unidas y Francia contra España. En los primeros meses de 1636, el Conde-Duque de Olivares insistió en que el Cardenal-Infante continuara concentrando el esfuerzo de guerra en explotar sus ganancias en el Bajo Rin y en el norte de Brabante en lugar de en una ofensiva contra Francia. A fines de mayo, sin embargo, las operaciones ofensivas se suspendieron y se lanzó un empuje secundario a Francia. La invasión logró capturar un gran número de fortalezas y amenazó a París, pero Fernando consideró que las operaciones más ambiciosas podrían arriesgar a su ejército sobrecargado y retirarse. Para la campaña de 1637 Olivares planeó una ofensiva renovada contra Francia, por lo que Fernando comenzó a masacrar sus fuerzas en la frontera francesa.
En julio, el estatúder Federico Enrique de Orange-Nassau, Príncipe de Orange, aprovechó el momento y marchó hacia el norte de Brabante al mando de un ejército de 18 000 soldados decididos a sitiar a Breda. El 21 de julio de 1637, una caballería holandesa dirigida por Enrique Casimiro I de Nassau-Dietz intentó sorprender a la guarnición de Breda pero las puertas se cerraron a tiempo y los escaramuzadores holandeses retrocedieron. Desde el 23 de julio los holandeses capturaron varias aldeas alrededor de la ciudad y luego comenzaron a cavar una doble línea de circunvalación que eventualmente alcanzaría una circunferencia de 34 km. Una contra-excavación externa defendió a los sitiadores de los ataques externos, y fuera de esta área, el campo de más bajo nivel se inundó al represar algunos ríos. El cardenal infante, que había venido con su ejército a Breda no encontró la manera de aliviar la ciudad y decidió abrir una ofensiva contra los holandeses en el valle de río Mosa.

## El sitio
Fernando abandonó Goirle y Tilburg y marchó con su ejército a Hilvarenbeek, donde sus tropas cruzaron el río Dommel por el puente de Halder, ubicado a una legua de Den Bosch, y acamparon en Helmond, Neerwert, Heutsingben y Rogelen. Ordenó al marqués Sigismondo Sfondrati que cruzara el Mosa por el puente de Gennep con algunas compañías y se dirigiera a Venlo adonde llegó al día siguiente. Para entonces la guarnición había sido advertida, pero Fernando decidió sitiar la ciudad y le confió esta tarea al marqués de Sfondrati.  Se enfrentaron al gobernador de Venlo, Nicolaas van Brederode, un bastardo de la familia noble de van Brederode que tenía a su disposición 15 compañías de infantería y algunas tropas de caballería que ascendían a un total de 1000 o 1200 hombres.
Van Brederode juzgó que no tenía suficientes tropas para defender el interior y el exterior de la ciudad por lo que ordenó a sus tropas que protegieran las puertas y los bulevares y asignara el resto a los habitantes del pueblo. El Cardenal-Infante llegó al campamento al día siguiente y dividió su ejército en cuatro cuerpos. Uno fue puesto al mando del conde  John de Nassau y fue dividido junto con las tropas del conde de Rietberg y otras tropas imperiales; otro marchó hacia el norte liderado por el conde de Ribecourt, formado por dos regimientos y tropas de Fratras, Geldre, Gennep y Brion. El coronel dividió sus tropas en los regimientos de Faramont y Lodrons, al sur de la ciudad, y el  conde de Feria lo hizo por el este con el tercio español del marqués de Velada; el tercio viejo del conde de Fuenclara, se encargó de transportar toda la impedimenta y la comitiva del Cardenal-Infante.
Cuando el campamento estuvo listo comenzaron a cavarse trincheras, tanto en el cuerno de Blerick como de otros tres lugares. Al mismo tiempo se hicieron las avanzadas y en cada uno de ellos se instaló una batería de cinco cañones que comenzaron a bombardear la ciudad incesantemente. Al principio, la guarnición de Venlo y los ciudadanos respondieron a este fuego con su artillería, pero cuando la avanzada española en sus enfoques y prendieron fuego a la ciudad con sus proyectiles, los ciudadanos se rebelaron contra Van Brederode y fueron al Ayuntamiento para exigir a los magistrados que convencieran al gobernador para que cesasen las hostilidades. Mientras tanto, las mujeres treparon por las murallas y suplicaron misericordia a los españoles. [13]Van Brederode decidió entonces enviar a un oficial del cuerpo de tambores llamado Corneille Poorter para negociar la rendición con el Cardenal Infante.

## Consecuencias
El cardenal infante, sorprendido por la facilidad de la victoria, dejó algunas tropas en Venlo y continuó su ofensiva. Una semana más tarde, su caballería invadió rápidamente en la ciudad de Roermond, defendida por un coronel llamado Carpentier, y después de otro fuerte bombardeo forzó a su guarnición a rendirse. 1100 soldados de infantería holandeses y 2 compañías de caballería abandonaron la ciudad con armas y equipaje y fueron enviados a Grave. Fernando consideró entonces asediar Grave, Nimega o quizás Maastricht, pero aconsejado por sus comandantes, finalmente decidió dejar la ofensiva alarmado por los avances franceses en el sur. [3]La captura de Venlo y Roermond, sin embargo, fue recibida con alegría por la población del sur de Holanda  y permitió a Fernando aislar a Maastritch de las  Provincias Unidas.  Sin embargo, Frederick Henry se negó a levantar el sitio de Breda a pesar de este revés y la ciudad finalmente se rindió ante él el 11 de octubre. La pérdida de Breda supuso un golpe considerable al prestigio del rey  Felipe IV, ya que Breda era un símbolo del poder español en Europa.
Las ciudades de Venlo y Roermond permanecerían en poder español hasta 1702 cuando fueron ocupadas por las Provincias Unidas, durante la guerra de sucesión española.